# Yegor Rudkovskiy
Yegor Alekseyevich Rudkovskiy (tiếng Nga: Егор Алексеевич Рудковский; sinh ngày 4 tháng 3 năm 1996) là một cầu thủ bóng đá người Nga. Anh thi đấu cho F.K. Spartak-2 Moskva.

## Sự nghiệp câu lạc bộ
Anh ra mắt chuyên nghiệp tại Giải bóng đá chuyên nghiệp quốc gia Nga cho FC Chertanovo Moskva vào ngày 22 tháng 8 năm 2014 trong trận đấu với F.K. Arsenal-2 Tula.

## Quốc tế
Anh giành chức vô địch Giải vô địch bóng đá U-17 châu Âu 2013 cùng với Nga.